# Бокарев, Василий Дмитриевич
Бокарев, Василий Дмитриевич (10 апреля 1904, Москва — 8 августа 1966, Москва) — советский актёр театра и кино первой половины и середины XX века.

## Биография
Родился 10 апреля 1904 года в семье продавца в частной фирмы и домохозяйки. Получил образование сначала в городской начальной школе а затем в торговой школе братьев Алексеевых и высшем начальном училище. С 1921 года работал в бухгалтерии Моссовета конторщиком, а потом в госстрахе старшим контролёром. С 1926 по 1930 год учился в государственном институте кинематографии на актёрском факультете факультете, параллельно начав сниматься в эпизодических ролях.

## Творческий путь
Сразу после поступление на актёрский факультет начал и свой творческий путь. За года обучения в институте снялся в ряде картин, таких как: «Крылья холопа» в роли мужика, «Медвежья свадьба» в роли весёлого гостя, «Поцелуй Мери Пикфорд» в роли молодого человека, «Саламандра» в роли господина, «Счастливый червонец» в роли крестьянина, «Два-Бульди-Дава» в роли клоуна, «Посторонняя женщина» в роли клоуна, «Запомните из лица», в роли Суркова «Моряки защищают родину» в роли Джона полисмена и в картине «Мировое время» в роли сценариста

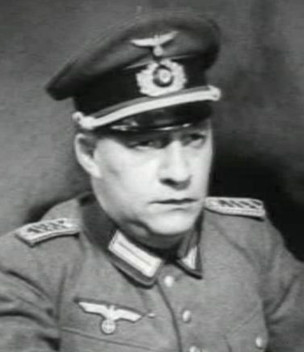
В роли Брюкнера в фильме «Молодая гвардия» (1948)

После получения образования работал с 1931 года в художественной самодеятельности режиссёром. В тот период он поставил на сцене такие спектакли как «Дальняя дорога» Арбузова, «Очная ставка» братьев Тур и «Слава» Гусева. В период до Великой Отечественной войны так же снялся в ряде кинокартин. Среди них «Анненковщина» в роли сына кулака, «Самый грязный» в роди первого дворника, «Заключённые» в роли коменданта, «Зори Парижа» в роли генерала Клюзере, «Яков Свердлов» в роли купца и в эпизодической роли в картине «Конвейер смерти».
После начала Великой Отечественной войны устроился токарем на завод «Красная труба». Но позже из за болезни матери переехал в Москву, где работал заведующим клубом мамонтовского сельсовета. После смерти матери 20 мая 1942 года был призван в Красную армию, и до 1944 года служил в запасном полку в качестве постановщика спектаклей и скетчей для военнослужащих. В 1944 году был направлен на фронт, где и встретил победу, а позже демобилизовался в октябре 1945 года. За время службы на фронте был удостоен ряда наград: ордена Красной Звезды и медалей «За освобождение Варшавы», «За взятие Берлина» и «За победу над Германией».
После войны и до 1959 года служил в Театре студии киноактёра. За этот период сыграл в спектаклях «Глубокие корни» в роли шерифа, «Дети Ванюшина» в роли Щёткина, «Молодая гвардия» в роли Брюкнера и в спектакле «Секретная миссия» в роли Кальтербуннера. После ликвидации театра студии в предпенсионный период работал на киностудии им. Горького. Также в послевоенный период снялся ещё более чем в десяти кинофильмах.
С 1964 по 1966 году находился на пенсии.